# Bathurst (circonscription provinciale)
Pour les articles homonymes, voir Bathurst.
Circonscription électorale provinciale du Canada
Bathurst est une circonscription électorale provinciale du Nouveau-Brunswick créée en 1967.
Elle est dissoute en 2014 au sein des circonscriptions de Bathurst-Ouest-Beresford et de Bathurst-Est-Nepisiguit-Saint-Isidore.
Elle est recrée en 2024.

## Liste des députés
|  | Harry Williamson         | Libéral | 1967 - 1970  |
|  | Harry Williamson         | Libéral | 1970 - 1972  |
|  | Eugene McGinley          | Libéral | 1972¹ - 1970 |
|  | Eugene McGinley          | Libéral | 1974 - 1978  |
|  | Paul Kenny               | Libéral | 1978 - 1982  |
|  | Paul Kenny               | Libéral | 1982 - 1987  |
|  | Paul Kenny               | Libéral | 1987 - 1991  |
|  | Marcelle Mersereau       | Libéral | 1991 - 1995  |
|  | Marcelle Mersereau       | Libéral | 1995 - 1999  |
|  | Marcelle Mersereau       | Libéral | 1999 - 2003  |
|  | Brian Kenny              | Libéral | 2003 - 2006  |
|  | Brian Kenny              | Libéral | 2006 - 2010  |
|  | Brian Kenny              | Libéral | 2010 - 2014  |
|  | Dissoute entre 2014-2024 |         |              |
|  | René Legacy              | Libéral | 2024-        |

- ¹ Élection partielle à la suite de la mort de Harry Williamson.